# Электронная торговая площадка
Электронная торговая площадка (ЭТП) — программно-аппаратный комплекс организационных, информационных и технических решений, обеспечивающих взаимодействие продавца и покупателя через электронные каналы связи. 
ЭТП существуют как отдельные интернет-системы (веб-ресурсы).

## Суть работы электронной торговой площадки
Электронная торговая площадка (ЭТП) позволяет объединить в одном информационном и торговом пространстве поставщиков и потребителей различных товаров и услуг и предоставляет участникам ЭТП ряд сервисов, повышающих эффективность их бизнеса. 
Электронной торговой площадкой сегодня можно назвать любой Интернет-ресурс, посредством которого заключаются сделки купли-продажи между предприятиями — покупателями и продавцами. Заказчики получают возможность оперативно сравнивать предложения от различных поставщиков и  проводить электронные торги — аукционы различных типов (прямые, голландские и др.), конкурсы, запросы котировок и предложений, — оптимизируя затраты, а поставщики — участвовать в проводимых закупках, размещать информацию о предлагаемой продукции и услугах. Доход электронной торговой площадки, как правило, формируется за счет комиссии со сделок.
Иногда размещением торговых процедур занимаются специализированные компании, которые, помимо размещения информации на торговой площадке, обрабатывают полученный результат и даже, возможно, определяют победителя процедуры.
Для автоматизации своей закупочной деятельности ЭТП используют крупнейшие компании России из разных отраслей экономики: ГК «Росатом», «Башнефть», «Уралвагонзавод», «Башкирская электросетевая компания», «Генерирующая компания», «Трансстрой», «Вымпелком», АО «Кордиант», «Омский каучук», «Дальневосточная распределительная сетевая компания»,  компания «СТАН», «Burger King», сеть кофеен «Шоколадница».

## Виды электронных торговых площадок
ЭТП для размещения государственного заказа (федеральные, или бюджетные, или площадки B2G) — это ЭТП, отобранные Минэкономразвития РФ и ФАС РФ в рамках специальной процедуры, располагают функционалом для проведения открытых аукционов в электронной форме и действуют по регламенту, жестко определённому законодательством Российской Федерации.
Согласно приказу Минэкономразвития России от 26 октября 2009 года № 428 и приказу Минэкономразвития России и ФАС России от 14 ноября 2009 года № 466/763 к 1 января 2010 года был осуществлён отбор пяти электронных торговых площадок: ЗАО «Сбербанк-АСТ», ООО «РТС-тендер», ОАО «Единая электронная торговая площадка», АО «Агентство по государственному заказу Республики Татарстан», а также ЗАО «Московская межбанковская валютная биржа». 

В рамках реформы закупочной отрасли в октябре 2018 года Министерством финансов РФ был проведён новый отбор площадок, в перечень отобранных ЭТП для размещения государственного заказа были включены (в порядке убывания объёма размещённых извещений, согласно сводному мониторингу Министерства финансов РФ за 2018 год): РТС-тендер, АО) «ЕЭТП», ЗАО «Сбербанк-АСТ», Национальная электронная площадка, АО «РАД», АО «Агентство по государственному заказу Республики Татарстан», АО «ТЭК-Торг» и ООО «ЭТП Газпромбанк».
ЭТП по продаже имущества должников (банкротов) — Электронная торговая площадка по реализации имущества должников предназначена для автоматизации процедуры проведения торгов в электронной форме при продаже имущества (предприятия) должников в ходе процедур, применяемых в деле о банкротстве в соответствии с требованиями Федерального закона «О несостоятельности (банкротстве)» и приказом Минэкономразвития № 54 от 15 февраля 2010 г. В настоящее время Комиссией Минэкономразвития РФ аккредитовано несколько ЭТП по реализации имущества должников (банкротов). Ими стали все электронные площадки, на которых осуществляется размещение госзакупок в электронной форме, включая лидеров рынка.
ЭТП для размещения заказов по 223-ФЗ — электронные торговые площадки, на которых закупки осуществляют юридические лица, подпадающие под действие 223-ФЗ, и имеющие функциональность, разработанную под закупочные процедуры, установленные в Положениях о закупках таких юридических лиц. Как правило, ЭТП для размещения заказов по 223-ФЗ совмещают свою функциональность с процедурами, используемыми коммерческими заказчиками.
В 2015 году в России по 223-ФЗ работали 163 ЭТП, крупнейшими из которых являются Электронная торговая площадка Газпромбанка (ЭТП ГПБ), B2B-Center, Электронная торговая площадка ГК «Ростех» (ETPRF.RU) и ТЭК-Торг секция ОАО «НК Роснефть», в первой половине 2016 года половина объёма всех электронных закупок компаний, подпадающих под действие 223-ФЗ, прошла на площадках Газпромбанка, B2B-Center и РЖД.
В 2016 году в России по 223-ФЗ работали 174 ЭТП. 71 % всех закупок в электронной форме прошёл на шести крупнейших ЭТП: «ТЭК-Торг», ЭТП ГПБ, B2B-Center, ЕЭТП, ЭТП ОАО «РЖД», ETPRF.RU, ЭТП OTC-tender.
В первом полугодии 2018 года в России по 223-ФЗ работали 84 ЭТП. По данным Минфина, крупнейшими из них являются Электронная торгово-закупочная площадка ОАО «РЖД», ЕЭТП, ЭТП ГПБ, ETPRF.RU, B2B-Center, «ТЭК-Торг», «РТС-тендер», «Фабрикант», «Сбербанк-АСТ» и OTC-tender.
В первом полугодии 2019 года в России по 223-ФЗ извещения размещались на 68 площадках, в ТОП-5 которых, согласно мониторингу Министерства финансов РФ за указанный период, входят: РТС-тендер, АО «ЕЭТП», ЗАО «Сбербанк-АСТ», ООО «ЭТП Газпромбанк», OTC-tender.
ЭТП для коммерческих заказчиков — электронные торговые площадки, на которых электронные торги проводят негосударственные компании (коммерческие заказчики). Таких ЭТП значительно больше, чем для государственных торгов, и регламент проведения электронных аукционов более гибкий.
ЭТП для коммерческих поставщиков делятся на 2 типа:
- Специализированные ЭТП, созданные под нужды определённого предприятия. Например: Электронная торговая площадка Газпрома по продаже нефтепродуктов
- Многопрофильные электронные торговые площадки, на которых представлен более широкий спектр продукции и услуг, чем на специализированных ЭТП. На таких площадках любая компания может выступать как в качестве заказчика, так и в качестве поставщика товаров и услуг без ограничений по номенклатуре. На площадках второго типа размещают информацию о своих закупках компании, попадающие под действие 223-ФЗ

Supplier-driven — торговые площадки, создаваемые и поддерживаемые продавцами. Этот вид ЭТП формируется крупными компаниями-поставщиками, корпорациями и их объединениями, заинтересованными в каналах сбыта своей продукции современными способами через механизмы электронных торговых площадок.
Third-party-driven — торговые площадки, создаваемые и поддерживаемые третьей стороной. Это наиболее значительная категория посреднических площадок, призванных свести вместе покупателей и продавцов).

## Трансграничная электронная подпись на ЭТП
В конце мая 2012 года компания ФогСофт в сотрудничестве с компаниями из России, Белоруссии и ЕС первая в России реализовала на ЭТП  технологию применения  трансграничной электронной подписи с привлечением Доверенной третьей стороны. Благодаря этому сделки с иностранными участниками рынка на ЭТП могут осуществляться без сложных посреднических схем в соответствии с законодательствами всех участников торгов.